# Monument aux morts d'Auchel
Le monument aux morts d'Auchel, d'inspiration pacifiste, est situé dans la commune d'Auchel dans le département du Pas-de-Calais et la région Nord-Pas-de-Calais.

## Contexte historique
En 1924, le projet du sculpteur Félix-Alexandre Desruelles est retenu pour l'érection d'un monument aux morts. 
Le monument est inauguré en 1928, et fait l’objet d’une inscription au titre des monuments historiques depuis le 18 décembre 2009.

## Descriptif
Situé dans un petit jardin, à l'angle de la rue Jean-Jaurès et du boulevard de la Paix, deux groupes sculptés se succèdent: l'Humanité en deuil et la Paix au pays noir.
- l'Humanité en deuil (2,40 m x 2,65 m): ou l'humanité sur le champ de bataille, où la figure féminine joint les mains dans une prière muette devant le corps d'un soldat.
- la Paix au pays noir (3,20 m sur 0,90 m): les bienfaits de la paix, représentés par un mineur accompagné de son épouse et son fils en habit de galibot, réunis au pied d'un pommier et profitant du calme d'une sérénité retrouvée.

## Les victimes inscrites
À proximité des deux sculptures se dresse la liste des victimes locales, tombées durant la Première Guerre mondiale et après (de suites consécutives), durant la Seconde Guerre mondiale, ainsi que la Guerre d'Indochine.